# 塞尔维亚国旗
塞爾維亞國旗是一面三色旗，由紅、藍、白 （即泛斯拉夫顏色）三橫條組成，国旗中間偏左方有塞爾維亞國徽。採用於2004年8月16日，在2006年11月8日生效的憲法中得到保障。2010年11月11日对旗帜上的国徽图案作出修改。
紅、藍、白三色组合形成於1835年奥斯曼帝国统治塞尔维亚时期。象征勇气（红）、团结（蓝）和希望（白）。
附有国徽的塞尔维亚国旗为政府旗，较为常见。而纯红、蓝、白三色横条的塞尔维亚国旗则是民用旗，一般仅在民间集会使用。

## 歷史
| 國旗                  | 國家                                                                           | 使用           |
| --------------------- | ------------------------------------------------------------------------------ | -------------- |
|                       | 塞尔维亚王国（中世纪）                                                         | 1217年－1281年 |
|                       | 塞尔维亚王国（中世纪）                                                         | 1281年－1339年 |
| Flag of Serbia (1339) | 塞尔维亚王国 (中世纪）                                                         | 1339年-1346年  |
|                       | 塞尔维亚帝国                                                                   | 1346年－1371   |
|                       | 摩拉维亚塞尔维亚                                                               | 1373年–1403年  |
|                       | 塞爾維亞專制國                                                                 | 1402年－1459年 |
|                       | 塞尔维亚公国                                                                   | 1817年－1882年 |
|                       | 塞尔维亚公国                                                                   | 1835年–1882年  |
|                       | 近代塞尔维亚王国                                                               | 1882年－1918年 |
|                       | 塞尔维亚救国政府非官方旗幟，在部分集會和海報使用（納粹德國軍事轄區及傀儡政權） | 1941年－1944年 |
|                       | 塞尔维亚社会主义共和国                                                         | 1945年－1991年 |
|                       | 塞尔维亚共和国                                                                 | 1990年-2004年  |
|                       | 塞尔维亚共和国                                                                 | 2004年-2010年  |

## 相关旗帜
黑山以前有一面类似塞尔维亚三色旗，有不同深浅的蓝色。它起源于黑山民族服装。在第二南斯拉夫期间，塞尔维亚和蒙特內哥羅都有相同图案和颜色的国旗。黑山在1993年改变了国旗，改变了国旗中蓝色的比例和色调，一直使用到2004年。
塞尔维亚三色旗也是南斯拉夫战争期间塞尔维亚克拉伊纳共和国和斯普斯卡共和国分裂领土的基础。斯普斯卡共和国的国旗仍然是塞尔维亚的三色以及克罗地亚塞族人旗。
加上十字架的塞尔维亚三色旗被用作塞尔维亚东正教会的旗帜。 还有许多其他非官方的变异国旗，有些带有十字架、纹章或两者都有。

塞尔维亚东正教旗帜
塞尔维亚东正教旗帜
塞尔维亚族三色旗和塞尔维亚十字
塞尔维亚伏伊伏丁那旗帜之一
塞族共和国国旗
黑山王国国旗(1905-1918年)
黑山社会主义共和国国旗(1946-1992年)
黑山共和国国旗(1993-2004)
塞尔维亚克拉伊纳共和国国旗(1991-1995年)

## 其他
| 國旗 | 國家                 | 使用          |
| ---- | -------------------- | ------------- |
|      | 塞尔维亚民用旗       | 2004年启用    |
|      | 塞尔维亚国旗         | 带双头鹰版本  |
|      | 塞尔维亚总统旗帜     | 2004年启用    |
|      | 塞尔维亚总理旗帜     | 2004年启用    |
|      | 塞尔维亚议会议长旗帜 | 带双头鹰版本  |
|      | 塞尔维亚总统旗帜     | 2004年-2010年 |
|      | 塞尔维亚议会议长旗帜 | 2004年–2010年 |

### 旗帜概览
|                        |                        |                                  |                                             |                          |                          |
| 1835–1882 塞爾維亞公國 | 1882–1918 塞爾維亞王國 | 1946–1992 塞爾維亞社會主義共和國 | 1992–2004 塞爾維亞共和國 （塞尔维亚和黑山） | 2004–2010 塞爾維亞共和國 | 2010-至今 塞爾維亞共和國 |